# 모굴 계획

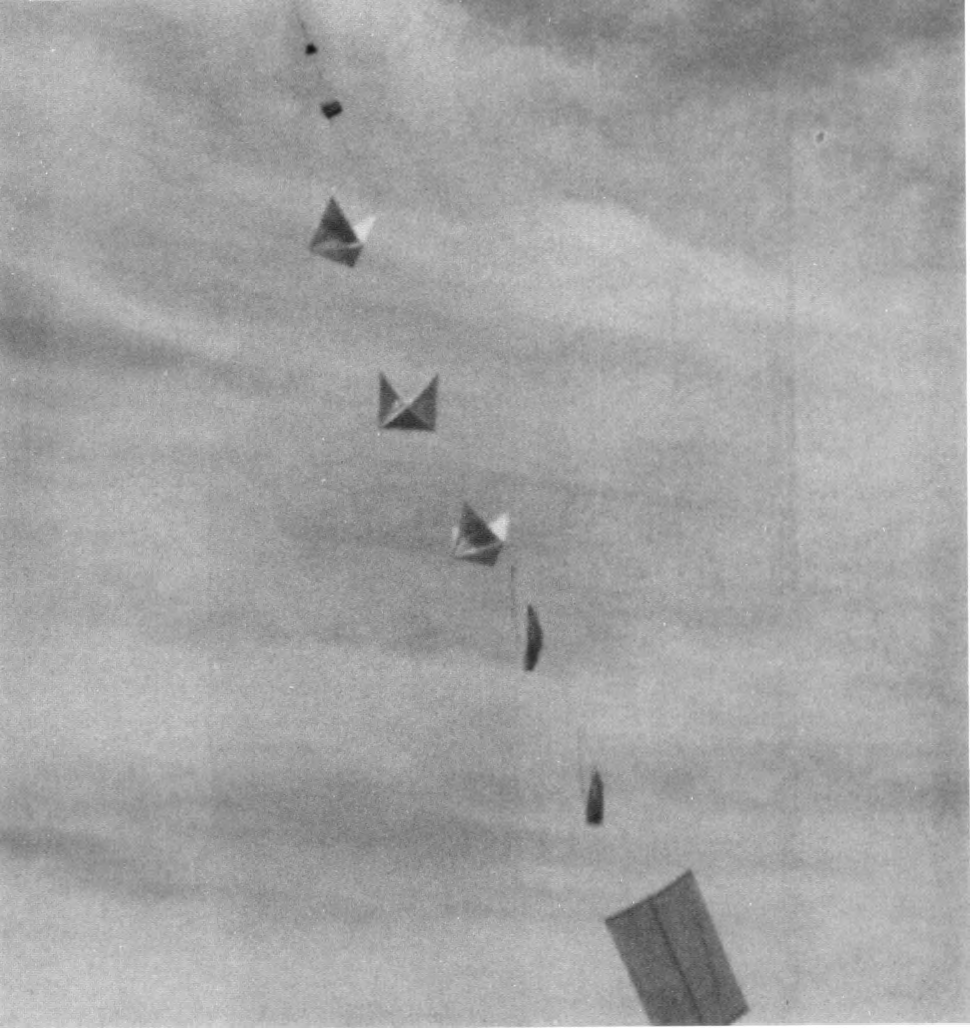
모굴 계획 어레이

모굴 계획, 프로젝트 모굴(Project Mogul) 또는 모굴 작전(Operation Mogul)은 고고도 풍선에 마이크를 장착한 미국 육군 항공대의 일급 비밀 프로젝트로, 주 목적은 소련 원자폭탄 실험에서 생성된 음파를 장거리 탐지하는 것이었다. 이 프로젝트는 1947년부터 1949년 초까지 수행되었다. 이 프로젝트는 뉴욕 대학교(NYU) 대기 연구자들이 분류하지 않은 프로젝트의 기밀 부분이었다. 이 프로젝트는 어느 정도 성공했지만 비용이 매우 많이 들었고 지진 감지기 네트워크와 낙진에 대한 공기 샘플링으로 대체되었다. 이 네트워크는 더 저렴하고 안정적이며 배포 및 운영이 더 쉽다.
모굴 계획은 이전에 바다의 깊은 사운드 채널을 연구하고 유사한 사운드 채널이 상층 대기에 존재한다는 이론을 세웠던 모리스 유잉(Maurice Ewing)에 의해 고안되었다. 파동은 굴절로 인해 해당 채널에 전파되고 유지된다. 이 프로젝트에는 신호를 지상으로 전달하기 위해 디스크 마이크와 무선 송신기를 운반하는 기구 어레이가 포함되었다. 앨버트 P. 크레리(Albert P. Crary)의 도움을 받은 제임스 피플스(James Peoples)가 감독했다.
기구의 요구 사항 중 하나는 장기간에 걸쳐 상대적으로 일정한 고도를 유지하는 것이었다. 따라서 밸러스트 방출을 제어하는 압력 센서와 같이 일정한 고도를 유지하기 위한 장비를 개발해야 했다.
초기 모굴 기구는 고무 기상 관측 기구(웨더 벌룬)의 큰 클러스터로 구성되었지만, 이는 폴리에틸렌 플라스틱으로 만들어진 거대한 기구로 빠르게 대체되었다. 이 기구는 내구성이 더 뛰어나고 헬륨 누출이 적으며 초기 고무 기구보다 일정한 고도를 유지하는 데 더 뛰어났다. 일정한 고도 제어와 폴리에틸렌 기구는 모굴 계획의 두 가지 주요 혁신이었다.